# Legen
Legen – wieś w Słowenii, w gminie miejskiej Slovenj Gradec. W 2018 roku liczyła 1080 mieszkańców. 